# SAGEM my411X
SAGEM my411X – telefon komórkowy marki SAGEM, wprowadzony na rynek w 2007 roku.
Wyświetlacz: 65 tysięcy kolorów, rozdzielczość: 128x160; obsługa standardu GPRS, MMS (do 300 KB), aparat VGA, slot na karty pamięci microSD (do 2 GB), Bluetooth, odtwarzacz MP3, JAVA, rozbudowany organizer, WAP, kalkulator, pamięć wewnętrzna: 13 MB.
Wymiary: 103x45x14 mm

Masa: 85 g

Bateria: 700 mAh 

Obsługa systemów: 900, 1800, 1900

Polifonia: 32 głosy

Słownik: T9
Obsługuje formaty multimedialne takie jak:
- MP3
- AAC
- WAV
- AMR
- iMelody
- MID
- MIDI
- JPG
- BMP
- GIF
- 3GP
- MPEG-4